# 에라스뮈스 프로그램

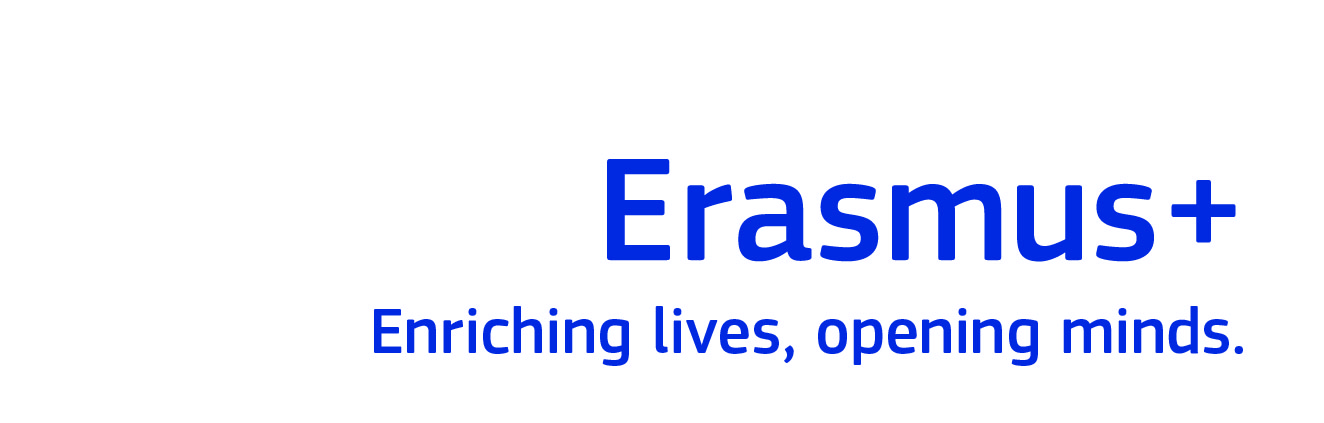
에라스뮈스 프로그램

에라스뮈스 프로그램(Erasmus Programme; 유럽지역의 대학생 이동을 위한 행동 계획, "EuRopean Community Action Scheme for the Mobility of University Students") 또는 에라스무스 프로그램은 1987년 제정된 EU의 학생 교환 프로그램이다. 에라스뮈스 또는 에라스뮈스 플러스는 2014년 1월에 시작된 교육, 훈련, 청소년과 스포츠에 대한 EU의 현재 모든 계획을 결합한 새로운 프로그램이다. 다양한 독립적인 프로그램들과 함께 에라스뮈스 프로그램은 1994년에 유럽 위원회가 제정한 소크라테스 프로그램으로 통합되었다. 소크라테스 프로그램은 1999년 12월 31일에 종료되었다. 그리고 2000년 1월 24일에 소크라테스 프로그램 2로 대체되었다. 이것은 2007년 1월에 평생학습프로그램 2007-2013으로 마침내 대체되었다.

## 명칭의 기원
프로그램의 명칭은 네덜란드의 철학자이자 인문주의자이며 가톨릭 수도자인 데시데리위스 에라스뮈스의 이름을 붙여 작명했다. 
그는 네덜란드 로테르담 출신으로 이탈리아, 프랑스, 영국 ,독일 등 유럽의 여러 지역에서 배우고 일하며, 새로운 통찰력을 얻고 지식을 확장시키기 위해 노력하여 레오나르도 다빈치와 함께 르네상스의 양대 천재로 불리기도 한다. 
폭넓은 지식과 현명한 통찰력으로 독단주의를 배격하는 것으로 유명하며, 이러한 그의 생애와 철학이 이 프로그램의 취지에 부합한다는 공감대가 작명에 반영되었다. 
동시에, 에라스뮈스는 유럽지역 대학생 이동을 위한 행동계획의 약어이기도 하다.

## 역사

### 1. 1987년 유럽 위원회 제안
1987년 6월에 에라스뮈스 프로그램이 채택될 당시에, 유럽 위원회는 6년동안 학생 교환 시범프로그램을 지원해오고 있었다. 1986년 초, 최초의 에라스뮈스 프로그램이 제안되었으나 회원국들의 반응은 다양했다. 실질적인 교환 프로그램을 가진 국가들은(특히, 프랑스, 독일, 영국) 대체로 적대적이었다. 이를 제외한 나머지 국가들은 호의적이었다. 회원국과 유럽 위원회 간의 교류는 악화되었고 일부 회원국에서 제안한 3년에 한번씩인 예산의 부적절함에 대항하기 위하여 유럽 위원회는 1987년 초에 그 제도를 철회하였다.

### 2. 유럽 사법 재판소의 결정
유럽의 사법 재판소에서 판결문 채택에 이의를 제기한 일부 반대 회원국들은 이러한 투표 방식을 인정하지 않았다. 법원은 그 채택이 절차적으로 결함이 있다고 보았지만 결정의 내용을 고수했다. 법리의 관점에서 채택된 추가 결정은 장관 회의에서 신속하게 채택되었다.

### 3. 도입과 성장
이 프로그램은 1981~1986년 파일럿 교환 학생 프로그램을 바탕으로 만들어졌으며, 1987-1988학년도가 시작되기 직전에 공식적으로 채택되었지만 첫해에 3,244명의 학생이 참여하는 것이 가능했다. 2006년에는 유럽 학생 인구의 거의 1%인 150,000 명이 넘는 학생들이 참여했다. 그 비율은 대학 교사들 사이에서 더 높은데, Erasmus교사 이동성이 유럽 교사 인구의 1.9 %인 20,877명이다.
지난 20년 동안, 200만 명이 넘는 학생들이 에라스무스 지원금으로 혜택을 보았으며 유럽 집행위원회는 2012년까지 총 3백만명을 목표로하고 있다.

### 4. 평생 교육프로그램 2007-2013
2007-2013년 평생 학습 프로그램은 소크라테스 프로그램에서 2007년부터 시행하는 에라스뮈스(이 외의)프로그램 하에 있는 전반적인 상위 프로그램으로 대체되었다.

#### (1) 에라스뮈스 문두스
에라스뮈스 문두스 프로그램은 유럽교육의 세계화를 지향하는 유사한 또다른 프로그램이라고 할 수 있다. 에라스뮈스 프로그램이 유럽 사람들 누구에게나 기회가 열려있던 반면에 에라스뮈스 문두스는 예외적인 경우에 비유럽인에게도 열려있다.

#### (2) 더많은 지원을 위한 시민들의 주도 2014-2020
2012년 5월 9일, Fraternité 2020은 유럽 최초로 시민의 주도로 이루어진 회의이다. 이것의 목표는 2014년부터 에라스뮈스나 유럽인들의 자발적 사회봉사와 같은 EU 교환프로그램의 예산을 증가하기 위함이다. 성공하기 위해서는 2013년 11월 1일까지 100만 개의 서명이 있어야 했다. 결과적으로 EU전역에 걸쳐 71,057의 서명만이 수집되었다.

#### (3) 에라스뮈스 플러스 2014-2020
에라스무스 플러스(Erasmus Plus)라 불리는 에라스무스+(Erasmus +) (2014-2020)는 교육, 훈련, 청소년 및 스포츠를 위한 147억 유로 규모의 새로운 캐치 올 프레임 워크 프로그램이다. 새로운 프로그램은 평생 학습 프로그램 (Erasmus, Leonardo da Vinci, Comenius, Grundtvig), Youth in Action 및 5 개의 국제 협력 프로그램 (Erasmus Mundus)을 포함한 교육, 훈련, 청소년 및 스포츠에 대한 현행되고 있는 모든 EU의 제도를 결합한다. Erasmus+의 규정은 2013년 12월 11일에 승인되었다.

## 참여
현재 전세계 37개국에 걸쳐 에라스뮈스 프로그램에 참여하는 기관들은 4000개 이상이 있다. 1987년 프로그램의 시작 이래로 2013년까지 300만명의 학생들이 참여해왔다. 2012~2013년에만 270,000명이 참여했으며, 가장 인기있는 목적지는 스페인, 독일, 이탈리아, 프랑스이다. Erasmus 프로그램에 참여한 학생들은 2012년도 유럽 출신의 졸업생 중 5%를 대표한다.

### 참여조건
에라스뮈스 프로그램에 지원을 하기 위해서는 고등 교육 기관에서 적어도 1년 이상을 마쳐야 했었지만, 현재는 중등 교육 기관의 학생들도 지원을 할 수 있다. 에라스뮈스 프로그램에 참가를 한 학생들은 다른 유럽 나라에서 적어도 3개월 이상을 공부하거나 한 학년에 적어도 2개월 이상의 연수를 마쳐야 한다. 에라스뮈스 프로그램은 학생이 대학에 파견되기 전에 동의를 한 기간만큼 지낸 경우 다른 대학에서 보낸 기간이 본적 대학에서 인정을 받을 수 있도록 보증을 해 준다. 또한 학생들은 추가적인 수업료를 내지 않으며, 타지 생활에 필요한 돈을 지원받기 위해 에라스뮈스 장학 제도에 지원을 할 수 있다. 장애가 있는 학생들 또한 추가적인 장학 제도에 지원할 수 있다.

## 에라스뮈스 경험

#### 문화적 현상
많은 유럽 학생들은 에라스뮈스 프로그램을 통해 처음으로 다른 나라에서 생활하며 공부하는 경험을 쌓는다. 따라서 에라스뮈스 프로그램은 사회적인 현상으로 떠올랐고 유럽 학생들 사이에서 인기가 높아져 스페니쉬 아파트먼트와 같은 영화와 에라스뮈스 24 7이라는 다큐멘터리가 만들어지기도 했다.
일부 정치학자들은 에라스뮈스 프로그램이 범유럽주의를 형성하는 데 큰 역할을 할 것으로 봐왔다. 독일의 정치학자 슈테판 볼프는 25년 뒤에는 에라스뮈스 세대가 유럽을 이끌 것이며, 현재의 사회화와는 다를 것이라고 보았다.

## 같이 보기
- 교환 학생 프로그램
- 데시데리위스 에라스뮈스